# Маршаловский сельский совет (Недригайловский район)
Маршаловский сельский совет (укр. Маршалівська сільська рада) — входит в состав
Недригайловского района
Сумской области
Украины.
Административный центр сельского совета находится в 
с. Маршалы
.

## Населённые пункты совета
- с. Маршалы
- с. Полевое